# Leigh-Anne Pinnock
Leigh-Anne Pinnock (ur. 4 października 1991) – angielska piosenkarka i autorka tekstów, członkini zespołu Little Mix.

## Wczesne lata
Urodziła się 4 października 1991 i wychowywała się w High Wycombe, Buckinghamshire w Anglii. Ma korzenie barbadoskie i jamajskie. Jest córką Deborah Thornhill, nauczycielki oraz Johna L. Pinnock, mechanika, którzy rozwiedli się w 2009 roku. Ma dwie starsze siostry - Sian-Louise Pinnock i Sairah Pinnock. Sporą część dzieciństwa spędzała też z dziadkiem na Jamajce. Uczęszczała do szkoły Sir Williama Ramsaya, gdzie została opisana przez swojego nauczyciela aktorstwaj jako pracowita, ambitna i utalentowana. Gdy miała jedenaście lat, zapisała się do Szkoły Teatralnej Sylvii Young. Pracowała jako kelnerka w Pizza Hut.

## Kariera

### 2011-2021: Little mix
Po raz pierwszy wystąpiła w programie X Factor jako solistka z piosenką "Only Girl" Rihanny. Znalazła się początkowo w grupie o nazwie "Orion" z Jade Thirlwall, a Perrie Edwards i Jesy Nelson były wówczas w innej grupie o nazwie "Faux Pas". Później zostały połączone w czteroosobową grupę Rhythmix, jednak wkrótce zmieniły nazwę na Little Mix. 11 grudnia 2011 Little mix zostało pierwszym zespołem, który wygrał program. Do 2020 roku Leigh-Anne wydała siedem albumów z Little mix: DNA (2012), Salute (2013), Get Weird (2015), Glory Days (2016), LM5 (2018) i Confetti (2020), "Between us" (2021).
W lutym 2015 roku utworzyła bloga modowego "Leigh Loves". W kwietniu 2019 roku wraz z Gabrielle Urquhart utworzyła własną linię strojów kąpielowych, zatytułowaną In'A'Seashell. Stała się również nową twarzą marki sportowej Umbro w marcu 2019 roku. W kwietniu 2020 roku ogłoszono, że podjęła współpracę z BBC dotyczącą filmu dokumentalnego na temat rasizmu w Wielkiej Brytanii.

### 2023: Solowa kariera
16 czerwca 2023 wydała swój debiutancki solowy singiel "Don't Say Love".

## Życie prywatne
Od 2013 do 2016 roku była w związku z piłkarzem Jordanem Kiffin. Spotkali się na imprezie promującej singiel "Wings" Little Mix. 
W 2016 roku potwierdzono, że jest w związku z zawodowym piłkarzem Andre Grayem. Para zaręczyła się w czwartą rocznicę związku, czyli 28 maja 2020 roku.
W 2019 roku wraz z Jade Thirlwall i innymi brytyjskimi gwiazdami wspięła się na Kilimandżaro, aby zebrać fundusze dla Comic Relief z okazji dnia czerwonego nosa.
W wywiadzie dla magazynu Glamour w marcu 2019 roku otworzyła się na temat rasizmu i oznajmiła, że czuła się "niewidzialna" przez pierwsze trzy lata jako jedyna czarnoskóra dziewczyna w Little Mix. Ponadto angażowała się w ruch Black Lives Matter.
4 maja 2021 roku ogłosiła, że jest w ciąży ze swoim narzeczonym Andre Grayem, a na świecie powitała bliźniaki 16 sierpnia 2021.
Wzięła ślub z Andre Grayem 3 czerwca 2023 na Jamajce.